# Euromarque Motorsport Park
Der Euromarque Motorsport Park ist eine Motorsport-Rennstrecke 13 km von Christchurch, Neuseeland entfernt. Von 2014 bis 2022 hieß die Strecke Mike Pero Motorsport Park und von 2004 bis 2013 Powerbuilt Raceway at Ruapuna Park und ist ebenso unter den Namen Ruapuna Park und Ruapuna Raceway bekannt. Die Strecke ist in der längsten Variation 3,330 km lang und verläuft gegen den Uhrzeigersinn.

## Geschichte

Verlauf von 1963 bis 1993

Der Canterbury Car Club wurde 1947 gegründet und trug rund um Christchurch verschiedene Rennevents aus. Nachdem der Club an Mitgliedern gewonnen hatte, entschloss man sich eine eigene Rennstrecke zu bauen. Der Ruapuna Park wurde 1963 eröffnet, beinhaltete 4 Kurven und war 1 Meile (1,609 km) lang. 1976 wurde die Start-Ziel-Gerade erweitert. 1993 erfolgte ein größerer Ausbau der Rennstrecke. Sie wurde auf 3,3 km erweitert, ein Kontrollturm wurde gebaut, die Boxengasse und die Zuschauertribünen saniert und ausgebaut und eine elektronische Zeitmessung installiert. Die Rennstrecke wird derzeit von der FIA in die Stufe 3 eingestuft.

### Namensrechte
2013 gab Powerbuilt Tools bekannt, dass die Firma die Namensrechte an der Strecke nicht erneuern werden. Powerbuilt hielt die Rechte von 2003 bis 2013 insgesamt 10 Jahre. Mike Pero, ein neuseeländischer Firmeninhaber und Motorradfahrer, erwarb daraufhin die Namensrechte für 3 Jahre. 2023 wurde die Strecke nach Abschluss eines neuen Sponsorendeals mit einem neuseeländischen Autoimporteur in Euromarque Motorsport Park umbenannt.

## Streckenvarianten
Die Strecke umfasst mehrere verschiedene Konfigurationen. Die Rennstrecke besteht Grundsätzlich aus dem im Trioval geformten Circuit A, der zusätzlich durch die Dipper-Kurve erweitert werden kann, und dem kurvenreichen Circuit B. Beide Teile können auf verschiedenste Weise miteinander kombiniert werden. Des Weiteren ist ein Drag Strip vorhanden.

Circuit A
Circuit A mit Dipper-Kurve
Circuit B
Outer Loop
Outer Loop mit Dipper-Kurve
Grand Prix Variation

## Veranstaltungen
Der Mike Pero Motorsport Park wird zurzeit nur von regionalen Veranstaltungen in Neuseeland genutzt. Die Toyota Racing Series gastierte zwischen 2015 und 2018 auf dem Kurs. Des Weiteren fährt die regionale Formel Ford, V8 und GT3 auf der Strecke. 

### Sieger der Toyota Racing Series
| Jahr | Sieger 1. Lauf     | Sieger 2. Lauf   | Sieger 3. Lauf   |
| ---- | ------------------ | ---------------- | ---------------- |
| 2015 | Lance Stroll       | Brandon Maïsano  | Lance Stroll     |
| 2016 | Ferdinand Habsburg | Lando Norris     | Jehan Daruvala   |
| 2017 | Marcus Armstrong   | Thomas Randle    | Jehan Daruvala   |
| 2018 | Richard Verschoor  | Marcus Armstrong | Marcus Armstrong |

## Trivia
Erstmals in einem Computerspiel befahrbar ist die Strecke in der Rennsimulation Project CARS. Das kostenpflichtige DLC Audi Ruapuna Park Track Expansion enthält verschiedene Variationen dieser Rennstrecke.